# 馬利尼夫卡 (海尼切斯克區)
46°24′0″N 34°46′21″E / 46.40000°N 34.77250°E
馬利尼夫卡（烏克蘭語：Малинівка）是位於烏克蘭南部的村莊，由赫爾松州海尼切斯克區的海尼切斯克市镇負責管轄。該村面積14.6平方公里，海拔高度24米，2001年人口2，人口密度每平方公里0.14人。